# 浏宜万联合县
浏宜万联合县，中国旧县名。
湘鄂赣苏区设。1933年由湖南浏阳与江西宜春、万载三县析置。以三县首字为名。1936年春撤销，仍归各县。 